# Groupama-FDJ
Groupama-FDJ (Kod UCI: GFC) – zawodowa francuska grupa kolarska utworzona w 1997.
Ekipa sponsorowana jest przez francuską loterię Française des Jeux. Dyrektorem drużyny jest były francuski kolarz Marc Madiot.
Od sezonu 2015 grupa należy do dywizji UCI WorldTeams.

## Historia
Zespół został założony w 1997 przez dwóch braci Madiot, Marca i Yvona, byłych zawodowych kolarzy. W latach 2003–2004 grupa przyjęła nazwę fdjeux.com, a w następnym sezonie powróciła do swojej pierwotnej nazwy.
Jednym z najlepszych sezonów w historii FDJ był sezon 1997 – zespół wygrał puchar świata w klasyfikacji drużynowej, a dwaj kolarze znaleźli się w pierwszej dziesiątce klasyfikacji generalnej. Dodatkowo cenne zwycięstwa odnieśli dwaj kolarze: Frédéric Guesdon w Paryż-Roubaix i Davide Rebellin w San Sebastian Classic i Grand Cena Zurychu. Zespół zdobywał puchar Francji w latach 1997, 1999, 2005. Zespół jednak zawsze opierał się na zagranicznych kolarzach, takich jak Davide Rebellin, Baden Cooke, Bernhard Eisel, Bradley McGee i Philippe Gilbert.

### Nazwa grupy w poszczególnych latach
| lata          | nazwa                 |
| ------------- | --------------------- |
| 1997–2003     | Française des Jeux    |
| 2003–2004     | FDJeux.com            |
| 2005–2011     | La Française des Jeux |
| 2012          | FDJ-BigMat            |
| 2013          | FDJ                   |
| 2013–2014     | FDJ.fr                |
| 2015–02.2018  | FDJ                   |
| 03.2018–nadal | Groupama-FDJ          |

## Obecny skład (2024)
| Skład drużyny 2024           | Skład drużyny 2024   | Skład drużyny 2024 | Skład drużyny 2024                      |
| Imię i nazwisko              | Data urodzenia       | Państwo            | Poprzednia grupa                        |
| ---------------------------- | -------------------- | ------------------ | --------------------------------------- |
| Lewis Askey                  | 4 maja 2001          | Wielka Brytania    | Équipe continentale Groupama-FDJ (2021) |
| Cyril Barthe                 | 14 lutego 1996       | Francja            | Burgos-BH (2023)                        |
| Sven Erik Bystrøm            | 21 stycznia 1992     | Norwegia           | Intermarché-Circus-Wanty (2023)         |
| Clément Davy                 | 17 lipca 1998        | Francja            | Équipe continentale Groupama-FDJ (2020) |
| David Gaudu                  | 10 października 1996 | Francja            | Côtes d'Armor-Marie Morin (2016)        |
| Kevin Geniets                | 9 stycznia 1997      | Luksemburg         | Équipe continentale Groupama-FDJ (2019) |
| Lorenzo Germani              | 3 marca 2002         | Włochy             | Équipe continentale Groupama-FDJ (2022) |
| Romain Grégoire              | 21 stycznia 2003     | Francja            | Équipe continentale Groupama-FDJ (2022) |
| Ignatas Konovalovas          | 8 grudnia 1985       | Litwa              | Marseille 13 KTM (2015)                 |
| Stefan Küng                  | 16 listopada 1993    | Szwajcaria         | BMC Racing Team (2018)                  |
| Olivier Le Gac               | 27 sierpnia 1993     | Francja            | BIC 2000 (2014)                         |
| Eddy Le Huitouze             | 3 kwietnia 2003      | Francja            | Équipe continentale Groupama-FDJ (2023) |
| Fabian Lienhard              | 3 września 1993      | Szwajcaria         | IAM Excelsior (2019)                    |
| Valentin Madouas             | 12 lipca 1996        | Francja            | BIC 2000 (2016)                         |
| Lenny Martinez               | 11 lipca 2003        | Francja            | Équipe continentale Groupama-FDJ (2022) |
| Rudy Molard                  | 17 września 1989     | Francja            | Cofidis, Solutions Crédits (2016)       |
| Quentin Pacher               | 6 stycznia 1992      | Francja            | B&B Hotels p/b KTM (2021)               |
| Enzo Paleni                  | 30 maja 2002         | Francja            | Équipe continentale Groupama-FDJ (2022) |
| Paul Penhoët                 | 28 grudnia 2001      | Francja            | Équipe continentale Groupama-FDJ (2022) |
| Laurence Pithie              | 17 lipca 2002        | Nowa Zelandia      | Équipe continentale Groupama-FDJ (2022) |
| Rémy Rochas                  | 18 maja 1996         | Francja            | Cofidis (2023)                          |
| Clément Russo                | 20 stycznia 1995     | Francja            | Arkéa-Samsic (2023)                     |
| Marc Sarreau                 | 10 czerwca 1993      | Francja            | AG2R Citroën Team (2023)                |
| Reuben Thompson              | 15 lutego 2001       | Nowa Zelandia      | Équipe continentale Groupama-FDJ (2022) |
| Lars van den Berg            | 7 lipca 1998         | Holandia           | Équipe continentale Groupama-FDJ (2020) |
| Matthew Walls                | 20 kwietnia 1998     | Wielka Brytania    | Bora-Hansgrohe (2023)                   |
| Samuel Watson                | 24 września 2001     | Wielka Brytania    | Équipe continentale Groupama-FDJ (2022) |
| Thibaud Gruel (6 mar–31 gru) | 1 maja 2004          | Francja            | Équipe continentale Groupama-FDJ (2024) |
|                              |                      |                    |                                         |
| Źródło: ProCyclingStats      |                      |                    |                                         |

## Sezony

### 2023
| Skład drużyny 2023                    | Skład drużyny 2023   | Skład drużyny 2023 | Skład drużyny 2023                      |
| Imię i nazwisko                       | Data urodzenia       | Państwo            | Poprzednia grupa                        |
| ------------------------------------- | -------------------- | ------------------ | --------------------------------------- |
| Bruno Armirail                        | 11 kwietnia 1994     | Francja            | Occitane CF (2017)                      |
| Lewis Askey                           | 4 maja 2001          | Wielka Brytania    | Équipe continentale Groupama-FDJ (2021) |
| Clément Davy                          | 17 lipca 1998        | Francja            | Équipe continentale Groupama-FDJ (2020) |
| Arnaud Démare (1 sty–31 lip, Przypis) | 26 sierpnia 1991     | Francja            | CC Nogent-sur-Oise (2011)               |
| David Gaudu                           | 10 października 1996 | Francja            | Côtes d'Armor-Marie Morin (2016)        |
| Kevin Geniets                         | 9 stycznia 1997      | Luksemburg         | Équipe continentale Groupama-FDJ (2019) |
| Lorenzo Germani                       | 3 marca 2002         | Włochy             | Équipe continentale Groupama-FDJ (2022) |
| Romain Grégoire                       | 21 stycznia 2003     | Francja            | Équipe continentale Groupama-FDJ (2022) |
| Ignatas Konovalovas                   | 8 grudnia 1985       | Litwa              | Marseille 13 KTM (2015)                 |
| Stefan Küng                           | 16 listopada 1993    | Szwajcaria         | BMC Racing Team (2018)                  |
| Matthieu Ladagnous                    | 12 grudnia 1984      | Francja            | Entente Sud Gascogne (2005)             |
| Olivier Le Gac                        | 27 sierpnia 1993     | Francja            | BIC 2000 (2014)                         |
| Fabian Lienhard                       | 3 września 1993      | Szwajcaria         | IAM Excelsior (2019)                    |
| Valentin Madouas                      | 12 lipca 1996        | Francja            | BIC 2000 (2016)                         |
| Lenny Martinez                        | 11 lipca 2003        | Francja            | Équipe continentale Groupama-FDJ (2022) |
| Rudy Molard                           | 17 września 1989     | Francja            | Cofidis, Solutions Crédits (2016)       |
| Quentin Pacher                        | 6 stycznia 1992      | Francja            | B&B Hotels p/b KTM (2021)               |
| Enzo Paleni                           | 30 maja 2002         | Francja            | Équipe continentale Groupama-FDJ (2022) |
| Paul Penhoët                          | 28 grudnia 2001      | Francja            | Équipe continentale Groupama-FDJ (2022) |
| Thibaut Pinot                         | 29 maja 1990         | Francja            | Club Cycliste d'Étupes (2009)           |
| Laurence Pithie                       | 17 lipca 2002        | Nowa Zelandia      | Équipe continentale Groupama-FDJ (2022) |
| Miles Scotson                         | 18 stycznia 1994     | Australia          | BMC Racing Team (2018)                  |
| Jake Stewart                          | 2 października 1999  | Wielka Brytania    | Équipe continentale Groupama-FDJ (2020) |
| Michael Storer                        | 28 lutego 1997       | Australia          | Team DSM (2021)                         |
| Reuben Thompson                       | 15 lutego 2001       | Nowa Zelandia      | Équipe continentale Groupama-FDJ (2022) |
| Lars van den Berg                     | 7 lipca 1998         | Holandia           | Équipe continentale Groupama-FDJ (2020) |
| Samuel Watson                         | 24 września 2001     | Wielka Brytania    | Équipe continentale Groupama-FDJ (2022) |
| Bram Welten                           | 29 marca 1997        | Holandia           | Arkéa-Samsic (2021)                     |
|                                       |                      |                    |                                         |
| Źródło: ProCyclingStats               |                      |                    |                                         |

Przypis: Arnaud Démare, zmiana drużyny

#### Zwycięstwa
| Zwycięstwa       | Zwycięstwa                                        | Zwycięstwa | Zwycięstwa | Zwycięstwa       | Zwycięstwa |
| Data             | Wyścig                                            | Państwo    | Kategoria  | Zwycięzca        |            |
| ---------------- | ------------------------------------------------- | ---------- | ---------- | ---------------- | ---------- |
| 19 lut           | Volta ao Algarve, 5. etap                         | Portugalia | 2.Pro      | Stefan Küng      |            |
| 19 mar           | Cholet-Pays de la Loire                           | Francja    | 1.1        | Laurence Pithie  |            |
| 13 maj           | Tour du Finistère                                 | Francja    | 1.1        | Paul Penhoët     |            |
| 17 maj           | Quatre Jours de Dunkerque, 2. etap                | Francja    | 2.Pro      | Romain Grégoire  |            |
| 21 maja 2023     | Quatre Jours de Dunkerque, klasyfikacja generalna | Francja    | 2.Pro      | Romain Grégoire  |            |
| 27 maj           | Boucles de la Mayenne, 2. etap                    | Francja    | 2.Pro      | Arnaud Démare    |            |
| 4 cze            | Brussels Cycling Classic                          | Belgia     | 1.Pro      | Arnaud Démare    |            |
| 11 cze           | Tour de Suisse, 1. etap                           | Szwajcaria | 2.UWT      | Stefan Küng      |            |
| 13 cze           | Mont Ventoux Dénivelé Challenge                   | Francja    | 1.Pro      | Lenny Martinez   |            |
| 25 cze           | Mistrzostwa Francji – start wspólny               | Francja    | CN         | Valentin Madouas |            |
| 31 lip           | Tour de l’Ain, 1. etap                            | Francja    | 2.1        | Jake Stewart     |            |
| 2 sierpnia 2023  | Tour de l’Ain, klasyfikacja generalna             | Francja    | 2.1        | Michael Storer   |            |
| 3 sie            | Tour de l’Ain, 3. etap                            | Francja    | 2.1        | Michael Storer   |            |
| 15 sie           | Tour du Limousin, 1. etap                         | Francja    | 2.1        | Romain Grégoire  |            |
| 17 sie           | Tour du Limousin, 3. etap                         | Francja    | 2.1        | Romain Grégoire  |            |
| 18 sierpnia 2023 | Tour du Limousin, klasyfikacja generalna          | Francja    | 2.1        | Romain Grégoire  |            |
| 23 sie           | Tour du Poitou-Charentes, 2. etap                 | Francja    | 2.1        | Paul Penhoët     |            |
| 24 sie           | Tour du Poitou-Charentes, 3. b etap               | Francja    | 2.1        | Bruno Armirail   |            |
| 3 wrz            | Bretagne Classic Ouest-France                     | Francja    | 1.UWT      | Valentin Madouas |            |

### 2022
| Skład drużyny 2022      | Skład drużyny 2022   | Skład drużyny 2022 | Skład drużyny 2022                      |
| Imię i nazwisko         | Data urodzenia       | Państwo            | Poprzednia grupa                        |
| ----------------------- | -------------------- | ------------------ | --------------------------------------- |
| Bruno Armirail          | 11 kwietnia 1994     | Francja            | Occitane CF (2017)                      |
| Lewis Askey             | 4 maja 2001          | Wielka Brytania    | Équipe continentale Groupama-FDJ (2021) |
| Matteo Badilatti        | 30 lipca 1992        | Szwajcaria         | Israel Start-Up Nation (2020)           |
| Clément Davy            | 17 lipca 1998        | Francja            | Équipe continentale Groupama-FDJ (2020) |
| Arnaud Démare           | 26 sierpnia 1991     | Francja            | CC Nogent-sur-Oise (2011)               |
| Antoine Duchesne        | 12 września 1991     | Kanada             | Direct Énergie (2017)                   |
| David Gaudu             | 10 października 1996 | Francja            | Côtes d'Armor-Marie Morin (2016)        |
| Kevin Geniets           | 9 stycznia 1997      | Luksemburg         | Équipe continentale Groupama-FDJ (2019) |
| Jacopo Guarnieri        | 14 sierpnia 1987     | Włochy             | Katusha (2016)                          |
| Ignatas Konovalovas     | 8 grudnia 1985       | Litwa              | Marseille 13 KTM (2015)                 |
| Stefan Küng             | 16 listopada 1993    | Szwajcaria         | BMC Racing Team (2018)                  |
| Matthieu Ladagnous      | 12 grudnia 1984      | Francja            | Entente Sud Gascogne (2005)             |
| Olivier Le Gac          | 27 sierpnia 1993     | Francja            | BIC 2000 (2014)                         |
| Fabian Lienhard         | 3 września 1993      | Szwajcaria         | IAM Excelsior (2019)                    |
| Tobias Ludvigsson       | 22 lutego 1991       | Szwecja            | Giant-Alpecin (2016)                    |
| Valentin Madouas        | 12 lipca 1996        | Francja            | BIC 2000 (2016)                         |
| Rudy Molard             | 17 września 1989     | Francja            | Cofidis, Solutions Crédits (2016)       |
| Quentin Pacher          | 6 stycznia 1992      | Francja            | B&B Hotels p/b KTM (2021)               |
| Thibaut Pinot           | 29 maja 1990         | Francja            | Club Cycliste d'Étupes (2009)           |
| Sébastien Reichenbach   | 28 maja 1989         | Szwajcaria         | IAM Cycling (2015)                      |
| Anthony Roux            | 18 kwietnia 1987     | Francja            | UV Aube (2007)                          |
| Miles Scotson           | 18 stycznia 1994     | Australia          | BMC Racing Team (2018)                  |
| Ramon Sinkeldam         | 9 lutego 1989        | Holandia           | Team Sunweb (2017)                      |
| Jake Stewart            | 2 października 1999  | Wielka Brytania    | Équipe continentale Groupama-FDJ (2020) |
| Michael Storer          | 28 lutego 1997       | Australia          | Team DSM (2021)                         |
| Attila Valter           | 12 czerwca 1998      | Węgry              | CCC Team (2020)                         |
| Lars van den Berg       | 7 lipca 1998         | Holandia           | Équipe continentale Groupama-FDJ (2020) |
| Bram Welten             | 29 marca 1997        | Holandia           | Arkéa-Samsic (2021)                     |
|                         |                      |                    |                                         |
| Źródło: ProCyclingStats |                      |                    |                                         |

#### Zwycięstwa
| Zwycięstwa       | Zwycięstwa                                       | Zwycięstwa | Zwycięstwa | Zwycięstwa       | Zwycięstwa |
| Data             | Wyścig                                           | Państwo    | Kategoria  | Zwycięzca        |            |
| ---------------- | ------------------------------------------------ | ---------- | ---------- | ---------------- | ---------- |
| 17 lut           | Volta ao Algarve, 2. etap                        | Portugalia | 2.Pro      | David Gaudu      |            |
| 22 kwi           | Tour of the Alps, 5. etap                        | Austria    | 2.Pro      | Thibaut Pinot    |            |
| 11 maj           | Giro d'Italia, 5. etap                           | Włochy     | 2.UWT      | Arnaud Démare    |            |
| 12 maj           | Giro d'Italia, 6. etap                           | Włochy     | 2.UWT      | Arnaud Démare    |            |
| 20 maj           | Giro d'Italia, 13. etap                          | Włochy     | 2.UWT      | Arnaud Démare    |            |
| 7 cze            | Critérium du Dauphiné, 3. etap                   | Francja    | 2.UWT      | David Gaudu      |            |
| 16 cze           | Route d’Occitanie, 1. etap                       | Francja    | 2.1        | Arnaud Démare    |            |
| 18 cze           | Tour de Suisse, 7. etap                          | Szwajcaria | 2.UWT      | Thibaut Pinot    |            |
| 24 cze           | Mistrzostwa Francji – jazda indywidualna na czas | Francja    | CN         | Bruno Armirail   |            |
| 24 cze           | Mistrzostwa Węgier – start wspólny               | Węgry      | CN         | Attila Valter    |            |
| 5 sie            | Tour de Pologne, 7. etap                         | Polska     | 2.UWT      | Arnaud Démare    |            |
| 9 sie            | Tour de l’Ain, 1. etap                           | Francja    | 2.1        | Jake Stewart     |            |
| 25 sie           | Tour du Poitou-Charentes, etap                   | Francja    | 2.1        | Stefan Küng      |            |
| 26 sierpnia 2022 | Tour du Poitou-Charentes, klasyfikacja generalna | Francja    | 2.1        | Stefan Küng      |            |
| 4 wrz            | Tour du Doubs                                    | Francja    | 1.1        |                  |            |
| 13 wrz           | Tour de Luxembourg, 1. etap                      | Luksemburg | 2.Pro      | Valentin Madouas |            |
| 17 wrz           | Tour de Luxembourg, 5. etap                      | Luksemburg | 2.Pro      | Valentin Madouas |            |
| 18 wrz           | Grand Prix d’Isbergues                           | Francja    | 1.1        | Arnaud Démare    |            |
| 9 paź            | Paryż-Tours                                      | Francja    | 1.Pro      | Arnaud Démare    |            |
| 16 paź           | Chrono des Nations                               | Francja    | 1.1        | Stefan Küng      |            |

### 2021

#### Skład
| Skład drużyny 2021                       | Skład drużyny 2021   | Skład drużyny 2021 | Skład drużyny 2021                      |
| Imię i nazwisko                          | Data urodzenia       | Państwo            | Poprzednia grupa                        |
| ---------------------------------------- | -------------------- | ------------------ | --------------------------------------- |
| Bruno Armirail                           | 11 kwietnia 1994     | Francja            | Occitane CF (2017)                      |
| Matteo Badilatti                         | 30 lipca 1992        | Szwajcaria         | Israel Start-Up Nation (2020)           |
| William Bonnet                           | 25 czerwca 1982      | Francja            | BBox Bouygues Telecom (2010)            |
| Alexys Brunel                            | 10 października 1998 | Francja            | Équipe continentale Groupama-FDJ (2019) |
| Clément Davy                             | 17 lipca 1998        | Francja            | Équipe continentale Groupama-FDJ (2020) |
| Mickaël Delage                           | 6 sierpnia 1985      | Francja            | Omega Pharma-Lotto (2010)               |
| Arnaud Démare                            | 26 sierpnia 1991     | Francja            | CC Nogent-sur-Oise (2011)               |
| Antoine Duchesne                         | 12 września 1991     | Kanada             | Direct Énergie (2017)                   |
| David Gaudu                              | 10 października 1996 | Francja            | Côtes d'Armor-Marie Morin (2016)        |
| Kevin Geniets                            | 9 stycznia 1997      | Luksemburg         | Équipe continentale Groupama-FDJ (2019) |
| Jacopo Guarnieri                         | 14 sierpnia 1987     | Włochy             | Katusha (2016)                          |
| Simon Guglielmi                          | 1 lipca 1997         | Francja            | Équipe continentale Groupama-FDJ (2019) |
| Ignatas Konovalovas                      | 8 grudnia 1985       | Litwa              | Marseille 13 KTM (2015)                 |
| Stefan Küng                              | 16 listopada 1993    | Szwajcaria         | BMC Racing Team (2018)                  |
| Matthieu Ladagnous                       | 12 grudnia 1984      | Francja            | Entente Sud Gascogne (2005)             |
| Olivier Le Gac                           | 27 sierpnia 1993     | Francja            | BIC 2000 (2014)                         |
| Fabian Lienhard                          | 3 września 1993      | Szwajcaria         | IAM Excelsior (2019)                    |
| Tobias Ludvigsson                        | 22 lutego 1991       | Szwecja            | Giant-Alpecin (2016)                    |
| Valentin Madouas                         | 12 lipca 1996        | Francja            | BIC 2000 (2016)                         |
| Rudy Molard                              | 17 września 1989     | Francja            | Cofidis, Solutions Crédits (2016)       |
| Thibaut Pinot                            | 29 maja 1990         | Francja            | Club Cycliste d'Étupes (2009)           |
| Sébastien Reichenbach                    | 28 maja 1989         | Szwajcaria         | IAM Cycling (2015)                      |
| Anthony Roux                             | 18 kwietnia 1987     | Francja            | UV Aube (2007)                          |
| Miles Scotson                            | 18 stycznia 1994     | Australia          | BMC Racing Team (2018)                  |
| Romain Seigle                            | 11 października 1994 | Francja            | Club Cycliste d'Étupes (2017)           |
| Ramon Sinkeldam                          | 9 lutego 1989        | Holandia           | Team Sunweb (2017)                      |
| Jake Stewart                             | 2 października 1999  | Wielka Brytania    | Équipe continentale Groupama-FDJ (2020) |
| Benjamin Thomas                          | 12 września 1995     | Francja            | Armée de terre (2017)                   |
| Attila Valter                            | 12 czerwca 1998      | Węgry              | CCC Team (2020)                         |
| Lars van den Berg                        | 7 lipca 1998         | Holandia           | Équipe continentale Groupama-FDJ (2020) |
|                                          |                      |                    |                                         |
| Źródła: ProCyclingStats Cycling Archives |                      |                    |                                         |

### 2020

#### Skład
| Skład drużyny 2020      | Skład drużyny 2020   | Skład drużyny 2020 | Skład drużyny 2020                      |
| Imię i nazwisko         | Data urodzenia       | Państwo            | Poprzednia grupa                        |
| ----------------------- | -------------------- | ------------------ | --------------------------------------- |
| Bruno Armirail          | 11 kwietnia 1994     | Francja            | Occitane CF (2017)                      |
| William Bonnet          | 25 czerwca 1982      | Francja            | BBox Bouygues Telecom (2010)            |
| Alexys Brunel           | 10 października 1998 | Francja            | Équipe continentale Groupama-FDJ (2019) |
| Mickaël Delage          | 6 sierpnia 1985      | Francja            | Omega Pharma-Lotto (2010)               |
| Arnaud Démare           | 26 sierpnia 1991     | Francja            | CC Nogent-sur-Oise (2011)               |
| Antoine Duchesne        | 12 września 1991     | Kanada             | Direct Énergie (2017)                   |
| Kilian Frankiny         | 26 stycznia 1994     | Szwajcaria         | BMC Racing Team (2018)                  |
| David Gaudu             | 10 października 1996 | Francja            | Côtes d'Armor-Marie Morin (2016)        |
| Kevin Geniets           | 9 stycznia 1997      | Luksemburg         | Équipe continentale Groupama-FDJ (2019) |
| Jacopo Guarnieri        | 14 sierpnia 1987     | Włochy             | Katusha (2016)                          |
| Simon Guglielmi         | 1 lipca 1997         | Francja            | Équipe continentale Groupama-FDJ (2019) |
| Ignatas Konovalovas     | 8 grudnia 1985       | Litwa              | Marseille 13 KTM (2015)                 |
| Stefan Küng             | 16 listopada 1993    | Szwajcaria         | BMC Racing Team (2018)                  |
| Matthieu Ladagnous      | 12 grudnia 1984      | Francja            | Entente Sud Gascogne (2005)             |
| Olivier Le Gac          | 27 sierpnia 1993     | Francja            | BIC 2000 (2014)                         |
| Fabian Lienhard         | 3 września 1993      | Szwajcaria         | IAM Excelsior (2019)                    |
| Tobias Ludvigsson       | 22 lutego 1991       | Szwecja            | Giant-Alpecin (2016)                    |
| Valentin Madouas        | 12 lipca 1996        | Francja            | BIC 2000 (2016)                         |
| Rudy Molard             | 17 września 1989     | Francja            | Cofidis, Solutions Crédits (2016)       |
| Thibaut Pinot           | 29 maja 1990         | Francja            | Club Cycliste d'Étupes (2009)           |
| Sébastien Reichenbach   | 28 maja 1989         | Szwajcaria         | IAM Cycling (2015)                      |
| Anthony Roux            | 18 kwietnia 1987     | Francja            | UV Aube (2007)                          |
| Marc Sarreau            | 10 czerwca 1993      | Francja            | Armée de terre (2014)                   |
| Miles Scotson           | 18 stycznia 1994     | Australia          | BMC Racing Team (2018)                  |
| Romain Seigle           | 11 października 1994 | Francja            | Club Cycliste d'Étupes (2017)           |
| Ramon Sinkeldam         | 9 lutego 1989        | Holandia           | Team Sunweb (2017)                      |
| Benjamin Thomas         | 12 września 1995     | Francja            | Armée de terre (2017)                   |
| Léo Vincent             | 6 listopada 1995     | Francja            | Club Cycliste d'Étupes (2016)           |
|                         |                      |                    |                                         |
| Źródło: ProCyclingStats |                      |                    |                                         |

#### Zwycięstwa
| Zwycięstwa       | Zwycięstwa                                          | Zwycięstwa | Zwycięstwa | Zwycięstwa    | Zwycięstwa |
| Data             | Wyścig                                              | Państwo    | Kategoria  | Zwycięzca     |            |
| ---------------- | --------------------------------------------------- | ---------- | ---------- | ------------- | ---------- |
| 5 lut            | Étoile de Bessèges, 1. etap                         | Francja    | 2.1        | Alexys Brunel |            |
| 12 lip           | Mistrzostwa Szwajcarii – jazda indywidualna na czas | Szwajcaria | CN         | Stefan Küng   |            |
| 5 sie            | Mediolan-Turyn                                      | Włochy     | 1.Pro      | Arnaud Démare |            |
| 17 sie           | Tour de Wallonie, 2. etap                           | Belgia     | 2.Pro      | Arnaud Démare |            |
| 19 sie           | Tour de Wallonie, 4. etap                           | Belgia     | 2.Pro      | Arnaud Démare |            |
| 19 sierpnia 2020 | Tour de Wallonie, klasyfikacja generalna            | Belgia     | 2.Pro      | Arnaud Démare |            |
| 27 sie           | Tour du Poitou-Charentes, 1. etap                   | Francja    | 2.1        | Arnaud Démare |            |
| 28 sie           | Tour du Poitou-Charentes, 2. etap                   | Francja    | 2.1        | Arnaud Démare |            |
| 30 sie           | Tour du Poitou-Charentes, 5. etap                   | Francja    | 2.1        | Arnaud Démare |            |
| 30 sierpnia 2020 | Tour du Poitou-Charentes, klasyfikacja generalna    | Francja    | 2.1        | Arnaud Démare |            |
| 16 wrz           | Tour de Luxembourg, 2. etap                         | Luksemburg | 2.Pro      | Arnaud Démare |            |
| 6 paź            | Giro d'Italia, 4. etap                              | Włochy     | 2.UWT      | Arnaud Démare |            |
| 8 paź            | Giro d'Italia, 6. etap                              | Włochy     | 2.UWT      | Arnaud Démare |            |
| 9 paź            | Giro d'Italia, 7. etap                              | Włochy     | 2.UWT      | Arnaud Démare |            |
| 14 paź           | Giro d'Italia, 11. etap                             | Włochy     | 2.UWT      | Arnaud Démare |            |

### 2019

#### Skład
| Skład drużyny 2019                       | Skład drużyny 2019   | Skład drużyny 2019 | Skład drużyny 2019                |
| Imię i nazwisko                          | Data urodzenia       | Państwo            | Poprzednia grupa                  |
| ---------------------------------------- | -------------------- | ------------------ | --------------------------------- |
| Bruno Armirail                           | 11 kwietnia 1994     | Francja            | Occitane CF (2017)                |
| Mickaël Delage                           | 6 sierpnia 1985      | Francja            | Omega Pharma-Lotto (2010)         |
| Antoine Duchesne                         | 12 września 1991     | Kanada             | Direct Énergie (2017)             |
| David Gaudu                              | 10 października 1996 | Francja            | Côtes d'Armor-Marie Morin (2016)  |
| Daniel Hoelgaard                         | 1 lipca 1993         | Norwegia           | Joker (2015)                      |
| Stefan Küng                              | 16 listopada 1993    | Szwajcaria         | BMC Racing Team (2018)            |
| Olivier Le Gac                           | 27 sierpnia 1993     | Francja            | BIC 2000 (2014)                   |
| Valentin Madouas                         | 12 lipca 1996        | Francja            | BIC 2000 (2016)                   |
| Steve Morabito                           | 30 stycznia 1983     | Szwajcaria         | BMC Racing Team (2014)            |
| Georg Preidler (1 sty–4 mar)             | 17 czerwca 1990      | Austria            | Team Sunweb (2017)                |
| Anthony Roux                             | 18 kwietnia 1987     | Francja            | UV Aube (2007)                    |
| Miles Scotson                            | 18 stycznia 1994     | Australia          | BMC Racing Team (2018)            |
| Ramon Sinkeldam                          | 9 lutego 1989        | Holandia           | Team Sunweb (2017)                |
| Benoît Vaugrenard                        | 5 stycznia 1982      | Francja            |                                   |
| William Bonnet                           | 25 czerwca 1982      | Francja            | BBox Bouygues Telecom (2010)      |
| Arnaud Démare                            | 26 sierpnia 1991     | Francja            | CC Nogent-sur-Oise (2011)         |
| Kilian Frankiny                          | 26 stycznia 1994     | Szwajcaria         | BMC Racing Team (2018)            |
| Jacopo Guarnieri                         | 14 sierpnia 1987     | Włochy             | Katusha (2016)                    |
| Ignatas Konovalovas                      | 8 grudnia 1985       | Litwa              | Marseille 13 KTM (2015)           |
| Matthieu Ladagnous                       | 12 grudnia 1984      | Francja            | Entente Sud Gascogne (2005)       |
| Tobias Ludvigsson                        | 22 lutego 1991       | Szwecja            | Giant-Alpecin (2016)              |
| Rudy Molard                              | 17 września 1989     | Francja            | Cofidis, Solutions Crédits (2016) |
| Thibaut Pinot                            | 29 maja 1990         | Francja            | Club Cycliste d'Étupes (2009)     |
| Sébastien Reichenbach                    | 28 maja 1989         | Szwajcaria         | IAM Cycling (2015)                |
| Marc Sarreau                             | 10 czerwca 1993      | Francja            | Armée de terre (2014)             |
| Romain Seigle                            | 11 października 1994 | Francja            | Club Cycliste d'Étupes (2017)     |
| Benjamin Thomas                          | 12 września 1995     | Francja            | Armée de terre (2017)             |
| Léo Vincent                              | 6 listopada 1995     | Francja            | Club Cycliste d'Étupes (2016)     |
|                                          |                      |                    |                                   |
| Źródła: ProCyclingStats Cycling Quotient |                      |                    |                                   |

#### Zwycięstwa
| Zwycięstwa     | Zwycięstwa                                                 | Zwycięstwa | Zwycięstwa | Zwycięstwa    | Zwycięstwa |
| Data           | Wyścig                                                     | Państwo    | Kategoria  | Zwycięzca     |            |
| -------------- | ---------------------------------------------------------- | ---------- | ---------- | ------------- | ---------- |
| 9 lut          | Étoile de Bessèges, 3. etap                                | Francja    | 2.1        | Marc Sarreau  |            |
| 22 lut         | Volta ao Algarve, 3. etap                                  | Portugalia | 2.HC       | Stefan Küng   |            |
| 24 lutego 2019 | Tour des Alpes-Maritimes et du Var, klasyfikacja generalna | Francja    | 2.1        | Thibaut Pinot |            |
| 24 lut         | Tour des Alpes-Maritimes et du Var, 3. etap                | Francja    | 2.1        | Thibaut Pinot |            |
| 31 mar         | Cholet-Pays de la Loire                                    | Francja    | 1.1        | Marc Sarreau  |            |
| 5 kwi          | Route Adélie de Vitré                                      | Francja    | 1.1        | Marc Sarreau  |            |
| 2 maj          | Tour de Romandie, 2. etap                                  | Szwajcaria | 2.UWT      | Stefan Küng   |            |
| 3 maj          | Tour de Romandie, 3. etap                                  | Szwajcaria | 2.UWT      | David Gaudu   |            |
| 21 maj         | Giro d'Italia, 10. etap                                    | Włochy     | 2.UWT      | Arnaud Démare |            |
| 26 maj         | Tour de l’Ain, 3. etap                                     | Francja    | 2.1        | Thibaut Pinot |            |
| 26 maja 2019   | Tour de l’Ain, klasyfikacja generalna                      | Francja    | 2.1        | Thibaut Pinot |            |
| 18 wrz         | Okolo Slovenska, 1. B etap                                 | Słowacja   | 2.1        | Stefan Küng   |            |
| 20 wrz         | Okolo Slovenska, 3. etap                                   | Słowacja   | 2.1        | Arnaud Démare |            |

## UCI Ranking
W latach 1997–2004 zespół występował w UCI Professional Continental Teams, a kolarze drużyny zajmowali w tym rankingu czołowe miejsca.
| Sezon | Miejsce ekipy w rankingu | Najlepszy kolarz w rankingu indywidualnym |
| 1997  | 8                        | Davide Rebellin (17                       |
| 1998  | 19                       | Emmanuel Magnien (22)                     |
| 1999  | 19                       | Jean-Cyril Robin (48)                     |
| 2000  | 21                       | Lars Michaelsen (80)                      |
| 2001  | 6                        | Bradley McGee (128)                       |
| 2002  | 21                       | Baden Cooke (21)                          |
| 2003  | 14                       | Baden Cooke (29)                          |
| 2004  | 17                       | Bradley McGee (32)                        |

W 2005 zespół przystąpił do serii UCI ProTour, poniżej przedstawiono miejsca najlepszych kolarzy w rankingu tejże serii.
| Sezon | Miejsce ekipy | Miejsce najlepszego zawodnika w rankingu |
| 2005  | 20            | Thomas Lövkvist (66)                     |
| 2006  | 20            | Frédéric Guesdon (45)                    |
| 2007  | 19            | Christophe Mengin (93)                   |
| 2008  | 12            | Mickaël Delage (43)                      |